# أندريا رومانو
أندريا رومانو (بالإنجليزية: Andrea Romano) هي مديرة التصوير ‏ وممثلة أمريكية، ولدت في 3 ديسمبر 1955 في لونغ آيلند في الولايات المتحدة. من الجوائز التي نالتها جائزة إيمي داي تايم ‏.

## أعمال

### أفلام
- وندر وومان

## جوائز
- جائزة إيمي داي تايم [الإنجليزية]‏

## وصلات خارجية
- أندريا رومانو على موقع IMDb (الإنجليزية)
- أندريا رومانو على موقع ميوزك برينز (الإنجليزية)
- أندريا رومانو على موقع قاعدة بيانات الفيلم (الإنجليزية)